# Julen Guerrero
Julen Guerrero López (ur. 7 stycznia 1974 w Portugalete) – piłkarz hiszpański narodowości baskijskiej grający na pozycji ofensywnego pomocnika. Miał przydomki boiskowe „La Perla” i „El Rey León”. Był wychowankiem hiszpańskiego klubu Athletic Bilbao, któremu pozostał wierny do końca swojej kariery. W reprezentacji Hiszpanii rozegrał 41 spotkań strzelając 13 bramek. W reprezentacji Kraju Basków rozegrał 11 spotkań i strzelił 6 bramek. Uczestniczył z reprezentacją Hiszpanii w Mistrzostwach Świata w 1994 i 1998 roku oraz w Mistrzostwach Europy 1996.

## Kariera klubowa
- Kluby juniorskie: szkoła Santa María w Portugalete, Athletic Bilbao (1981–1992).
- Kluby seniorskie: Athletic Bilbao „B” (1991/92), Athletic Bilbao (1992–2006).
- Debiut w Primera División: 06.09.1992 w meczu Athletic – Cádiz CF 2:1.
- Pierwszy gol w Primera División: 20.09.1992 w meczu Athletic – Rayo Vallecano 4:2.

Julen Guerrero urodził się w małym mieście Portugalete niedaleko Bilbao w Kraju Basków w północnej Hiszpanii.
Pierwsze lekcje futbolu pobierał w szkole Santa María w rodzinnej miejscowości. Już w wieku 7 lat trafił do Athletic Bilbao w którym, jak się później okazało spędził całą swoją karierę. W 1991 roku w wieku 17 lat zaczął grać w seniorach w zespole rezerw grającym w Segunda División B (3 liga) – wystąpił w 12 meczach sześciokrotnie wpisując się na listę strzelców.
Rok później był już zawodnikiem pierwszego składu i zadebiutował w Primera División mając 18 lat. Już pierwszy sezon był bardzo udany dla młodego baska – 37 meczów, 10 goli. Od razu stał się ulubieńcem kibiców ze stadionu San Mamés. Drugi sezon rozpoczął od strzelenia 3 bramek w meczu z Albacete, a łącznie w sezonie strzelił ich 18 w lidze i 3 w pucharze. W sezonie tym zadebiutował w reprezentacji kraju mając 19 lat. W 1995 roku działacze Athletic podpisali z nim nowy 12-letni kontrakt.
Łącznie dla klubu rozegrał 430 meczów (8. miejsce pod względem ilości rozegranych oficjalnych spotkań dla Athletic Bilbao) i strzelił 116 bramek. U szczytu swojej kariery Julen Guerrero otrzymał propozycję gry z wielu czołowych klubów europejskich, m.in. z Realu Madryt, jednakże pozostał wierny klubowi z Bilbao odrzucając oferty. W 2006 roku, w wieku 32 lat zakończył piłkarską karierę.
Ogólny bilans kariery klubowej:
- Mecze w Primera División: 372
- Gole w Primera División: 101
- Mecze w Pucharze Króla: 41
- Gole w Pucharze Króla: 11
- Mecze w Lidze Mistrzów: 8
- Gole w Lidze Mistrzów: 2
- Mecze w Pucharze UEFA: 7
- Gole w Pucharze UEFA: 2
- Mecze w Pucharze Intertoto: 2
- Łącznie rozegrał 430 meczów.
- Łącznie strzelił 116 bramek.
- Łącznie spędził 14 sezonów w pierwszym zespole Athletic Club.

## Kariera reprezentacyjna

### Reprezentacja Hiszpanii
- Debiut: 27.01.1993 w meczu Hiszpania – Meksyk 1:1.
- Bilans: 41 meczów i 13 bramek (dwukrotnie hat-trick).
- Uczestnik Mistrzostw Świata – USA 1994: 2 mecze.
- Uczestnik Mistrzostw Świata – Francja 1998: 1 mecz.
- Uczestnik Mistrzostw Europy – Anglia 1996: 2 mecze.

### Reprezentacja Kraju Basków
- Debiut (w wieku 19 lat): 22.06.1993 w meczu Real Sociedad – Euskadi 0:0.
- Bilans: 11 meczów i 6 bramek (hat-trick z Jugosławią).

## Kariera trenerska
W sezonie 2006/07 trenował najstarszy rocznik juniorów – Juvenil Athletic Bilbao, występujący w I lidze juniorów.